# Frihandelsvänliga centern
Frihandelsvänliga centern var en liberalt präglad partigrupp i andra kammaren i den svenska riksdagen under åren 1895-1897. Grupperingen, som hade sin tyngdpunkt i städerna, uppstod ur vänsterflyglarna inom gamla lantmannapartiet och andra kammarens center, och avlöstes 1897 av Friesenska diskussionsklubben.

## Riksdagsledamöter (listan ej komplett)
- Herman Amnéus (1896-1897), Mariestads, Skara och Skövde valkrets 1896, Mariestads, Skövde och Falköpings valkrets 1897
- Magnus Arhusiander (1895-1897), Sundsvalls valkrets
- Gundelach Bruzelius (1895-1897), Kristianstads och Simrishamns valkrets 1895-1896, Kristianstads valkrets 1897
- Robert Darin (1895-1897), Malmö stads valkrets
- Gullbrand Elowson (1895-1897), Karlstads och Filipstads valkrets 1895-1896, Karlstads valkrets 1897
- Carl Gethe (1895-1896), Kalmar valkrets
- Berndt Hedgren (1895-1897), Göteborgs stads valkrets
- Anders Fredrik Liljeholm (1895-1897), Göteborgs stads valkrets
- Bertrand Lindgren (1897), Oskarshamns, Vimmerby och Borgholms valkrets
- Christian Lovén (1897), Stockholms stads valkrets
- Olof Melin (1895-1897), Göteborgs stads valkrets
- Ernst Meyer (1897), Karlshamns, Sölvesborgs och Ronneby valkrets
- Wilhelm Nilson (1895-1897), Lidköpings, Falköpings och Hjo valkrets 1895-1896, Lidköpings, Skara och Hjo valkrets 1897
- Robert Themptander (1895-1897), Stockholms stads valkrets
- August Zotterman (1895-1896), Vadstena, Skänninge, Söderköpings, Motala och Gränna valkrets